# Болокко, Сесилия
Сесили́я Кароли́на Боло́кко Фонк (исп. Cecilia Carolina Bolocco Fonck; род. 19 мая 1965, Сантьяго) — чилийская актриса

, телеведущая и королева красоты, «Мисс Вселенная 1987 года». С 2001 по 2011 год была супругой 44-го президента Аргентины Карлоса Менема. До этого Менем был женат (с 1966 по 1991) на Зулеме Йома.

## Биография
Сесилия Болокко родилась 19 мая 1965 года в столице Чили городе Сантьяго в семье бизнесмена Энцо Болокко Чинтолези (арберешского происхождения) и Розы Мари Фонк Асслер. Старшая сестра журналистки Дианы Болокко (род. 1977).
Посещала начальную и среднюю школу при Колледже Сантьяго, а затем около года изучала гражданское строительство в Университете Сантьяго де Чили, но оставила учёбу, чтобы заниматься дизайном одежды в Институте INCA-CEA.

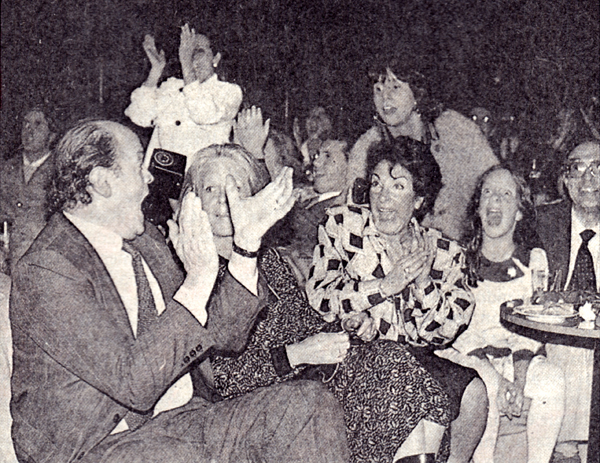
Семья Болокко (1987)

Сесилия Каролина Болокко Фонк с детства занималась балетом, и интерес к сцене был не чужд ей уже с самых ранних лет жизни, поэтому нет ничего удивительного в том, что при первой возможности она заполнила анкету на участие в национальном конкурсе «Мисс Чили», где 20 апреля 1987 года её ждал триумф — она была признана самой красивой девушкой страны.
Победа на предыдущем конкурсе открыла С. Болокко дорогу на международный конкурс красоты «Мисс Вселенная 1987» и 26 мая 1987 года в Сингапуре во Всемирном торговом центре она обошла 67 участниц и стала первой чилийкой в истории, выигравшей конкурс красоты «Мисс Вселенная». В том же году она поселилась в Лос-Анджелесе (Калифорния).
После передачи короны своей преемнице Порнтип Накирунканок из Таиланда, Сесилия Каролина Болокко Фонк начала свою телевизионную карьеру на Национальном телевидении Чили с шоу «Porque hoy es sábado» («Потому что сегодня суббота»). Затем она стала соведущей «Martes, 13-е» («Вторник, 13-е») на 13-м канале Чили. Название программы представляет собой игру английского идиоматического выражения о пятнице, 13 числа, но у чилийцев несчастливым днём считается вторник 13-е.

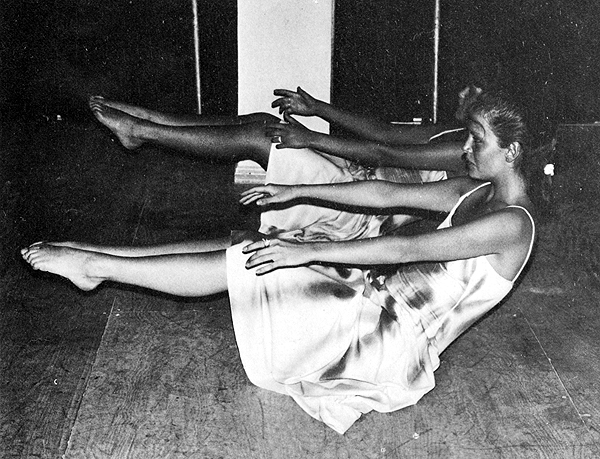
Сесилия Болокко
занимается балетом (1985)

В марте 1990 года в Сантьяго Сесилия Болокко вышла замуж за американского актёра и телепродюсера Майкла Янга (род. 1952). Местные средства массовой информации освещали это событие так, словно это была королевская свадьба.
Переехала в Атланту (штат Джорджия), чтобы работать ведущей испанской секции CNN, созданной для «Telemundo Network», в июне 1990 года, где вела дневную программу о образе жизни «„La Buena Vida“» (букв. «Хорошая жизнь»). Шоу было объединено с другим журналом новостей под названием «Ocurrió Así» (букв. «Это случилось так») и «Esta noche con Cecilia Bolocco» (букв. «Сегодня вечером с Сесилией Болокко»), за которые она получила две премии «Эмми».
Затем Сесилия Каролина Болокко Фонк сыграла главную роль в качестве злой Карины ЛаФонтейн де Монтеро в хитовой 235-ти серийной мыльной опере мексиканского телевидения «Морелия», которая была продана более чем в семьдесят стран по всему миру, включая её родину.

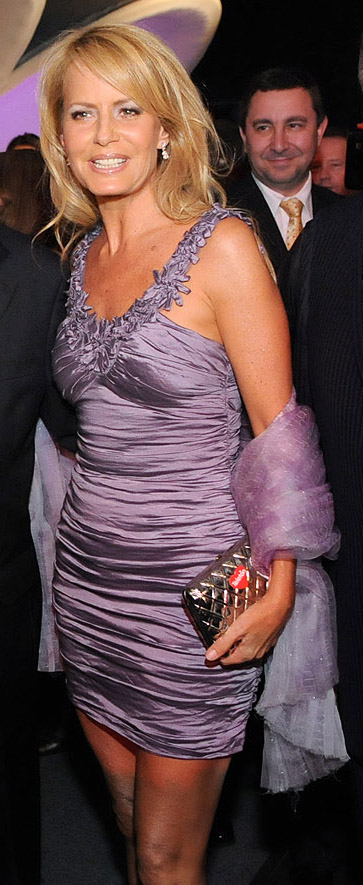
Сесилия Болокко (2010)

Примерно в середине 1990-х Сесилия Болокко разорвала отношения с мужем Майклом Янгом, но они всё еще считались семьёй, потому что в то время в Чили ещё не существовало адекватного закона о разводе.
В 1993 году Сесилия Болокко была одним из членов жюри конкурса «Мисс Вселенная 1993», который проходил 21 мая в Auditorio Nacional в Мехико и на котором победила «Мисс Пуэрто-Рико» Даянара Торрес.
В 1995 году Болокко была одним из организаторов заключительного вечера 36-го «Международного фестиваля песни Винья-дель-Мар», который проводится каждый год в прибрежном курортном чилийском городке Винья-дель-Мар.
В октябре 1996 года Сесилия Болокко вместе с комиками-сатириками Кике Моранде и Альваро Саласом стала соведущей шоу с самыми высокими рейтингами в истории чилийского телевидения «Viva el lunes» («Да здравствует понедельник»). Одновременно она вела программу на радио и появлялась в собственном телешоу «La noche de Cecilia» (букв. «Ночь Сесилии»).
Тогда же Сесилия Каролина Болокко Фонк вновь была судьёй на конкурсе «Мисс Вселенная 1996» в городе Лас-Вегасе в американском штате Невада, где на подмостках «Баккт Театра» (также известного, как «Театр Алладина») одержала победу «Мисс Венесуэла» Алисия Мачадо.
В феврале 2000 года Болокко стала постоянной ведущей международного фестиваля песни в городе Винья-дель-Маре вместе с коллегой и давним ведущим Антонио Водановичем.
Когда брак Болокко с Янгом был наконец расторгнут, 26 мая 2001 года она вышла замуж за бывшего президента Аргентины Карлоса Менема в аргентинском городе Ла-Риохе, с которым она познакомилась во время интервью в президентском доме Каса Росада. 19 ноября 2003 года в Сантьяго у них родился сын, Максимо Сауль Менем Болокко. Но в апреле 2007 года они расстались, а в мае 2011 года официально развелись.